# Pristaulacus praevolans
Pristaulacus praevolans är en stekelart som först beskrevs av Charles Thomas Brues 1923.  Pristaulacus praevolans ingår i släktet Pristaulacus och familjen vedlarvsteklar. Inga underarter finns listade i Catalogue of Life.